# Patrick Cubaynes
Patrick Cubaynes (Nîmes, 6 de maio de 1960) é um ex-futebolista profissional francês que atuava como atacante, campeão olímpico em Los Angeles 1984

## Carreira
Patrick Cubaynes representou o seu país nos Jogos Olímpicos de Verão de 1984, conquistando a medalha de ouro.